# Азербайджан на Играх исламской солидарности 2013
Азербайджан на III играх Исламской солидарности, проводившихся с 22 сентября по 1 октября в городе Палембанг в Индонезии, представляли 53 спортсмена в 8 видах спорта. Знаменосцем на церемонии открытия стал тяжелоатлет Интигам Заиров.
На Играх исламской солидарности 2013 года спортсмены Азербайджана завоевали 24 медали: шесть золотых, девять серебряных и девять бронзовых. В итоге сборная заняла 8-е место в неофициальном общекомандном зачёте по достоинству медалей.